# Pyocine
Pyocine sind Gifte aus der Gruppe der Bacteriocine, die gegen das Bakterium Pseudomonas aeruginosa wirken. R- und F-Typ-Pyocine ähneln den Schwanzstücken von Bakteriophagen, S-Typ-Pyocine entsprechen den Colicinen in E. coli. Pyocine werden von Pseudomonas aeruginosa produziert, um eng verwandte Pseudomonas-Stämme zu töten.

## Wortursprung
François Jacob entdeckte und benannte Pyocine nach Pseudomonas pyocyanea, in denen sie zuerst entdeckt wurden. Die Benennung ist damit analog zu Colicinen von E. coli.

## S-Typ-Pyocine
Das S der S-Typ-Pyocine ist abgeleitet vom englischen Wort „soluble“ (deutsch: löslich). S-Typ-Pyocine sind Proteinase-empfindliche Proteine, die zwischen 20 und 60 kDa schwer sind. Sie ähneln den Colicinen in E. coli, ihre Gene sind im Gegensatz zu Colicingenen aber chromosomal, nicht plasmidenkodiert. Sie haben einen modularen Aufbau aus je drei Domänen: einer R- (receptor binding), T- (translocation) und C-Domäne (cytotoxic). Die R-Domäne bindet einen Rezeptor auf der Zelloberfläche des Zielbakteriums und erzeugt dadurch die Spezifität des Giftes. Die T-Domäne ermöglicht den Transport des Pyocins durch die äußere Membran ins Periplasma. Die C-Domäne ist für die zytotoxische Wirkung zuständig und kann zum Beispiel Nukleasen- (DNase, tRNase, mRNase) oder Poren-formende Aktivität haben.
Viele S-Typ-Pyocine wurden mit Hilfe von in-silico-Methoden entdeckt, bislang wurden aber nur wenige dieser Pyocine als funktionale Bacteriocine belegt. Die in vitro untersuchten und bestätigten S-Typ-Pyocine sind Pyocin S1, SD1, S2, SD2, S3, SD3, AP4, S5, S6, Pyocin S8 und PaeM, auch Pyocin M1 genannt. Weiterhin wurde Pyocin L1 untersucht.
|      | Rezeptor | C-Domäne       |
| ---- | -------- | -------------- |
| AP41 | ?        | DNase          |
| M1   | ?        | Lipid-II Abbau |
| S1   | ?        | DNase          |
| S2   | FpvAI    | DNase          |
| S3   | FpvAII   | DNase          |
| S4   | FpvAI    | tRNase         |
| S5   | FptA     | Pore           |
| S6   | ?        | rRNase         |
| S8   | ?        | DNase          |
| SD1  | ?        | tRNase         |
| SD2  | FpvAI    | tRNase         |
| SD3  | FpvAII   | tRNase         |
| L1   | LPS      | ?              |

Die SD-Pyocine sind natürlich vorkommende Chimäre aus der T- und R-Domäne von Pyocin S1, S2 oder S3, und der C-Domäne von Colicin D. Pyocine SD2 und SD3 wurden vor ihrer experimentellen Bestätigung auch Pyocin S11 und S12 genannt. Wie die SD Pyocine hat auch Pyocin S6 die gleiche T- und R-Domäne wie Pyocin S1, aber eine andere C-Domäne.

### Immunitätsproteine
Viele S-Typ-Pyocine werden zusammen mit einem Immunitätsgen exprimiert. Die Immunitätsgene der Nukleasen werden auf dem gleichen Strang wie das Pyocin enkodiert. Das Immunitätsgen bindet die Nuklease, um sie zu inaktivieren und dadurch das produzierende Bakterium zu schützen. Immunitätsprotein und Nuklease werden zusammen als Heterodimer freigesetzt. Es wird vermutet, dass das Immunitätsprotein beim Eintritt in die Zielzelle zurückgelassen wird. Die Immunitätsproteine von Poren-formenden Pyocinen werden auf dem dem Pyocingen entgegengesetzten DNA-Strang enkodiert. Die Immunitätsproteine der Poren-formenden Pyocine werden nicht zusammen mit dem Pyocin freigesetzt. Es wird angenommen, dass sich das Immunitätsprotein in der inneren Membran der produzierenden Zelle befindet und Porenbildung durch das Pyocin verhindert. 

## R-Typ Pyocine
Die Struktur von R- und T-Typ Pyocinen entspricht der des Schwanzstücks von Bakteriophagen. Ein Sammelbegriff für R- und F-Typ Bakteriocine ist daher Tailocine, abgeleitet vom englischen tail für Schwanz. Sie haben eine Teleskoparchitektur, die das Durchstechen der äußeren Membran von Zielbakterien ermöglicht. Der äußere Mantel kann im Gegensatz zum inneren Kern bei Kontakt mit der Zielzelle kontrahieren. Der Kern stößt als Folge dessen durch die äußere Membran. Die Spezifität der R-Typ Pyocine ist wie bei Bakteriophagen durch Schwanzfibern, die von einer Grundplatte ausgehen, gegeben.
Bislang untersucht wurden Pyocin R1, R2, R3, R4, R5, C9, 21 und 430c.

## F-Typ Pyocine
F-Typ Pyocine sind stabförmig und flexibel. Der Kern ist 106 nm lang, 10 nm im Durchmesser und nicht kontrahierbar. Wie bei R-Typ Pyocinen ist die Spezifität durch Fibern gegeben, die mit den Zielzellen interagieren. Bis lang untersucht wurden Pyocin F1, F2, F3 und Pyocin 28.

## Physiologische Funktion
In ökologischen Umgebungen, wie Mutterboden und Pflanzen spielen Pyocine eine wichtige Rolle in der Verteidigung von ökologischen Nischen. Bei der Infektion eines Wirtsorganismus können Bacteriocine sowohl den infizierenden Bakterien bei der Eroberung von ökologischen Nischen (Verdrängung des Wirtsmikrobioms) als auch dem Wirtsmikrobiom bei der Verteidigung ihrer ökologischen Nischen helfen. Das Aufrechterhalten von Bacteriocin-genen und deren Exprimierung ist nur in strukturierten Lebensräumen von Vorteil. In unstrukturierten Lebensräumen (z. B. flüssigen Nährmedien) werden Bakterien, die Bacteriocine produzieren von Bakterien, die nur Immunitätsproteine gegen Bacteriocine produzieren durch schnelleres Wachstum verdrängt.

## Anwendung
Die Anwendung von Pyocinen aller drei Typen als spezifische Antibiotika wird diskutiert. Vorteil wäre die spezifische Wirkung auf einen oder wenige Bakterienstämme, die das restliche Mikrobiom intakt lassen und dadurch Dysbiosen vermeiden.